# Daniel J. Pearlman
Daniel J. Pearlman war ein Filmtechniker, der mit einem Oscar für technische Verdienste ausgezeichnet wurde. Bei dem Preis handelt es sich um eine sogenannte Class III-Auszeichnung, da die Preisträger keine Oscar-Statuette (Class I) oder Oscar-Plakette (Class II) erhalten, sondern ein Oscar-Zertifikat.

## Berufliches
Pearlman wurde 1965 mit einem Oscar für technische Verdienste geehrt „for the advancements in the design and application to motion picture photography of lighting units using quartz iodine lamps“ (für die Fortschritte im Design und der Anwendung von Beleuchtungseinheiten mit Quarz-Jodlampen in der Filmfotografie). Er bekam diese Auszeichnung gemeinsam mit Milton Forman und Richard B. Glickman, die drei Männer war zu der Zeit bei ColorTranIndustries beschäftigt.
Über Daniel J. Pearlmans Ausbildung und darüber, was er vor und nach der ihm zuerkannten Auszeichnung getan hat, liegen keine Erkenntnisse vor.

## Auszeichnung
Technical Achievement Award 1964 an Daniel J. Pearlman, Milton Forman und Richard B. Glickman